# Landschapsbeheer Gelderland
 Landschapsbeheer Gelderland is een organisatie voor landschapsbeheer en cultuurhistorie in de Nederlandse provincie Gelderland. De stichting is opgericht in 1986 en zetelt in Rozendaal. Het is een van de 12 provinciale organisaties die samenwerken binnen Landschapsbeheer Nederland, die onderdeel vormt van overkoepelende stichting LandschappenNL waartoe ook de Provinciale Landschappen behoren. 

## Kenmerken
De stichting heeft een staf van ongeveer 20 mensen en een raad van toezicht. Anno 2020 zijn er 13.000 vrijwilligers, verdeeld over bijna 400 groepen, die vooral praktisch actief zijn bij het beplanten, snoeien en schonen van poelen.
De organisatie kent vier kernthema's.
- Ten eerste is er de zorg voor biodiversiteit. Daarbij adviseert de stichting eigenaren en beheerders van natuur en landschap over hoe ze de biodiversiteit kunnen vergroten, bijvoorbeeld het creëren van nestgelegenheid voor steenuilen of het zaaien van bloemen  met het oog op bijen.
- Dan is er de zorg van de beplanting en landschapsschoon. Samen met bijvoorbeeld dorpsbelangenorganisaties wordt gezocht naar verfraaiing van landschap door aanplant van inheemse bomen en struiken. Ook het verfraaiing van dorpen door aanplant van heggen en fruitbomen en bosjes hoort hier toe. Ook zijn er veel groepen vrijwilligers actief met activiteiten als knotten.
- Ook worden zogenaamde klompenpaden hersteld, cultuurhistorisch interessante oude wandelpaden, zoals jaagpaden, kerkenpaden en schoolpaadjes.
- Ten slotte is er aandacht voor de cultuurhistorie van de provincie of delen ervan door via interviews ervaringen en levenswijzen uit vroeger tijden vast te leggen en te behouden voor toekomstige generaties.

De activiteiten van de stichting bestaan uit het beheren van natuur en landschap, en adviseren van gemeenten en anderen, het organiseren en activeren van bewoners en het geven van voorlichting via onder andere boeken en brochures.